# بالانیته
بالانیته (به بلغاری: Balanite) یک منطقهٔ مسکونی در بلغارستان است که در شهرستان گابروو واقع شده‌است.